# Fíliades
Filíades (grec antic: Φιλιάδας, llatí: Philiadas) fou un poeta epigramàtic grec nadiu de Mègara que hauria viscut al segle v aC i segle iv aC. És conegut únicament pel seu epitafi als ciutadans de Tèspies caiguts a la batalla de les Termòpiles, preservat per Esteve de Bizanci i per Eustaci d'Epifania, i també consta a l'Antologia grega.